# Gabriel Simeoni
Pour les articles homonymes, voir Simeoni.
Gabriel Simeoni, ou Symeoni, ou Syméon, suivant la francisation signant ses ouvrages, ou Gabriello Simeoni (né à Florence le 25 juillet 1509 et mort à Turin vers 1575) est un humaniste florentin de la Renaissance, écrivain de langue française, italienne, latine, poète, historien, militaire et astrologue.

## Biographie
Gabriello Simeoni est le fils d'Octavio Simeoni et de Maria Naldini, nièce d'un cardinal, favori du pape Leon X. Dès l'âge de 6 ans, il montre de brillantes dispositions, ce qui lui vaut d'être présenté au pape en 1515, lors de son voyage à Florence, en tant qu'enfant surdoué. Le souverain pontife, impressionné, promet d'assurer l'avenir du jeune prodige, ce qui ne semble pas avoir été suivi d'effets. Néanmoins, après de sérieuses études qui confirment ses capacités naturelles, dès 19 ans, il est attaché par la République florentine à l'Ambassade qu'elle envoie en France auprès du roi François Ier à Paris. Il se fait connaître à la cour et apprécier, notamment en composant des vers pour la duchesse d'Étampes, Anne de Pisseleu, et une élégie pour le roi.

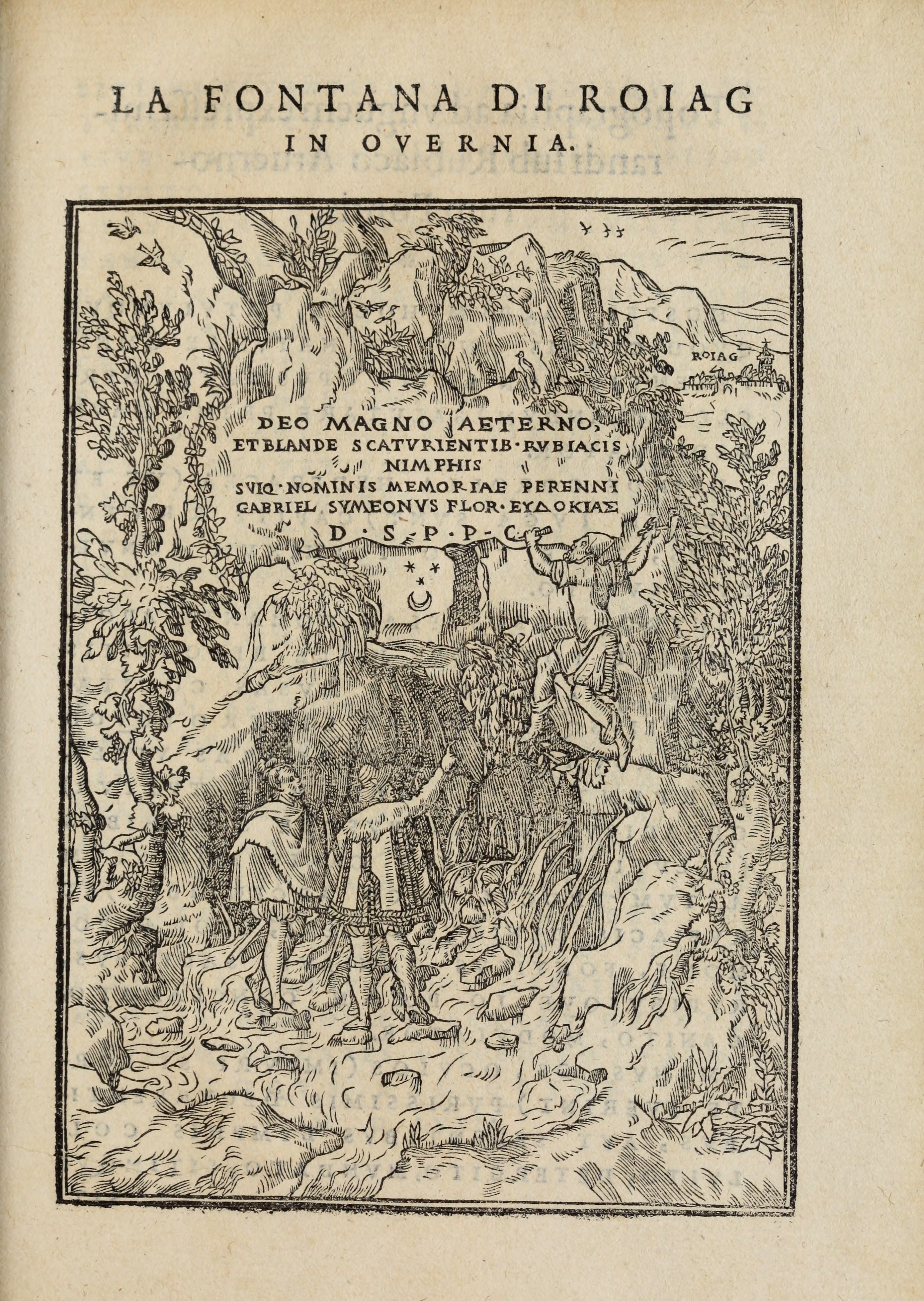
Fontaine de Royat

Cependant, déçu de ne pas obtenir la situation qu'il escompte, il passe en Angleterre où ses espérances ne se réalisent pas davantage. Embarqué à Marseille, il revient à Florence en 1539 où il tente sa chance à la cour de Cosme Ier sans plus de succès. 4 ans plus tard, il se rend à Rome, Ravenne et Venise, toujours en quête de réussite et de prestige. Partout ses talents sont reconnus sans pour autant lui procurer un état auprès d'un prince.
En 1547, il quitte l'Italie pour s'installer à Lyon. Il y publie et traduit un certain nombre d'ouvrages. Inconstant et orgueilleux, il part à nouveau pour le Piémont auprès du Prince de Melfi, Jean Caraccioli. Il y obtient un grade militaire et y édite en 1549 ses satires dédiées au nouveau roi Henri II.
Après un nouveau passage par Paris, Simeoni a maille à partir avec l'Inquisition dans la ville de Troyes. Il y est accusé d'hérésie et passe un hiver en prison. Libéré, il accompagne en 1557 le duc de Guise dans son expédition d'Italie. Il s'arrête de nouveau à Lyon et y fait publier de nouvelles œuvres d'histoire et d'érudition.
Sans jamais atteindre les objectifs ambitieux qu'il s'était fixés, il cherche à s'attacher les grâces du roi Henri II dont il fait l'éloge, de sa maîtresse Diane de Poitiers pour qui il écrit des vers. Il imagine la décoration de son château d'Anet (fontaine de la Nymphe) dans son livre La vita et metamorfoseo d'Ovidio où il encense la duchesse de Valentinois.
Il marque son temps et ses contemporains par son talent, ses écrits, ses prédictions et son savoir. Il est ainsi le premier à déterminer le lieu de la bataille de Gergovie dans son livre Description de la Limagne d'Auvergne. Vers 1558, il séjourne dans cette région où l'évêque de Clermont, Guillaume Duprat, l'aurait chargé d'alimenter en eau potable sa ville à partir de Royat. Il est qualifié d'ingénieur à cette occasion.
En 1561, il envoie à Catherine de Médicis le thème astral censé déterminer la date la plus favorable au couronnement de Charles IX.
Humaniste, il est de ces hommes qui détenaient par leurs voyages, leur curiosité, leurs études, leurs expériences, une grande partie des connaissances de l'époque. Sa prétention et son excessive vanité lui joueront toutefois des tours toute sa vie. Elles l'amèneront même à rédiger sa propre épitaphe sous un mausolée dessiné dans l'ouvrage déjà cité.
Il meurt à Turin vers 1575, âgé de 66 ans. Il s'était enfin fixé à la cour d'Emmanuel-Philibert de Savoie.

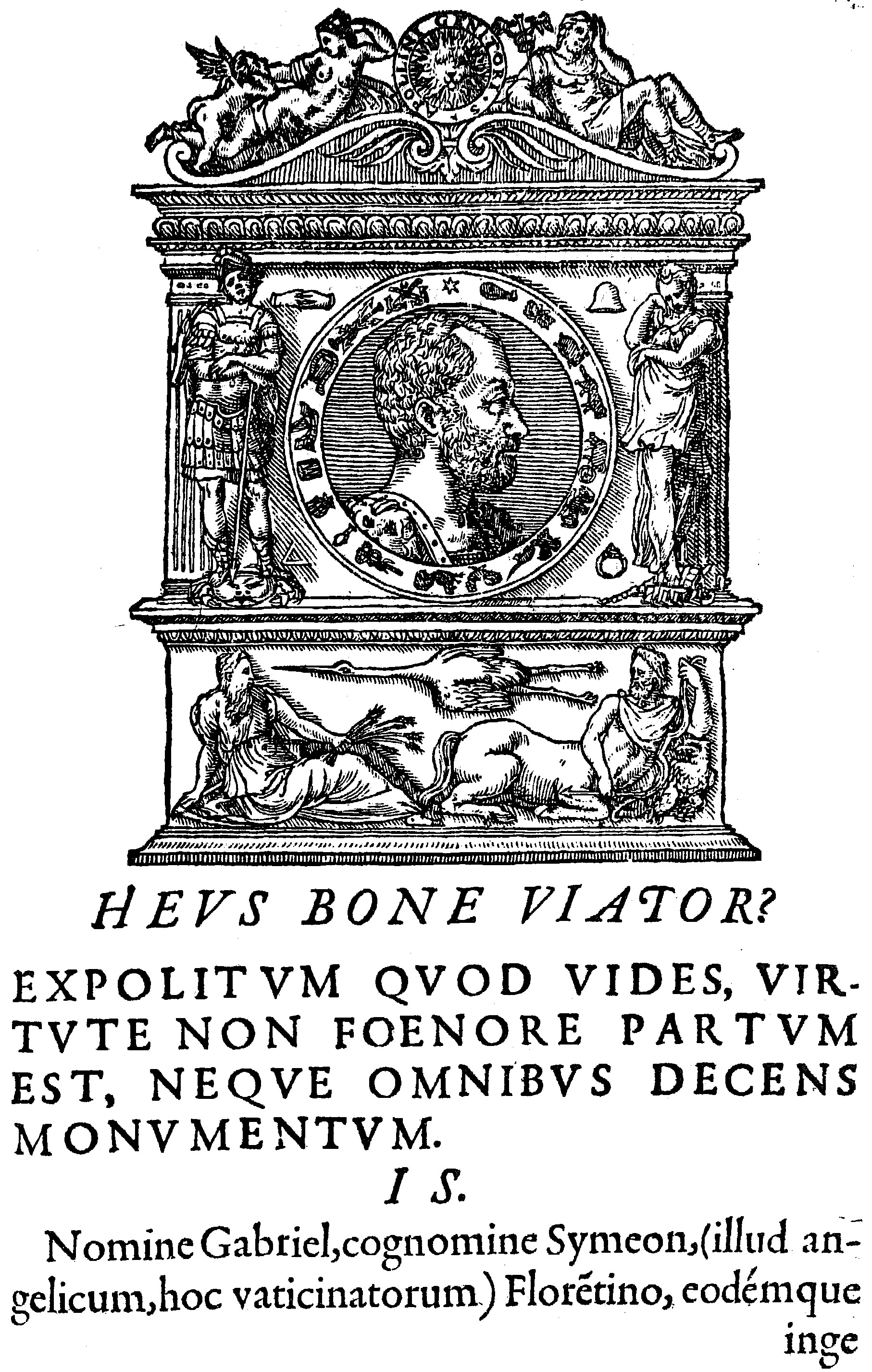
Mausolée imaginé par Gabriel Simeoni pour lui-même

## Œuvres
- Le satire alla Berniesca, M. Gravotto, Turin, 1549
- Le présage du triumphe des Gaulois, déclaré et envoyé par le seigneur Gabriel Syméon à très chrestien et invincible prince Henri II de ce nom roy de France, Gabriel Cotier, Lyon, 1555
- Les prodiges merveilleux advenuz & veuz en Allemaigne, imprimerie d'Olivier de Harsy, Paris, 1556
- Les Illustres Observations antiques du seigneur Gabriel Symeon, Florentin, en son dernier voyage d'Italie l'an 1557, Jean de Tournes, Lyon, 1558
- Illustratione de gli epitaffi et medaglie antiche, de Tournes, Lyon, 1558
- L’Origine et le Antichità di Lione, 1559. Manuscrit conservé aux Archives d’État de Turin[4].
- La vita et metamorfoseo d'Ovidio , figurato & abbreviato in forma d'epigrammi da M. Gabriello Simeoni. Con altre stanze sopra gl'effetti della luna, il ritratto d'una fontana d'Overnia & un'apologia generale nella fine del libro... (ill. Bernard Salomon), A Lione, per Giovanni di Tornes nella via Resina., 1559 (lire en ligne)
- Les Devises, ou Emblèmes héroïques, et morales, Guillaume Rouillé, Lyon, 1559
- Dialogo pio et speculativo, con diverse sentenze Latine & volgari, di M. Gabriel Symeoni Fiorentino, Lyon, Guillaume Rouillé, 1560
- Description de la Limagne d'Auvergne en forme de dialogue, édité par Guillaume Rouillé, Lyon, 1561[5]
- Vita di M. Gabriel Symeoni, di natione fiorentino, et d’obbligo lucchese. Manuscrit conservé à la Bibliothèque nationale centrale de Florence, 1561[6]
- Figure de la Biblia, illustrate de stanze tuscane, édité par Guillaume Rouillé, Lyon, 1565